# Sumamao
Sumamao es una localidad argentina ubicada en el departamento Silípica de la provincia de Santiago del Estero. Se encuentra a 3 km al oeste del río Dulce y a 9 km de Nueva Francia y la Ruta Nacional 9, a la que la une un camino que se terminó de asfaltar en 2012.
El ejido municipal se extiende a lo largo de aproximadamente 20 km, y está comprendido por los siguientes parajes de norte a sur: Campo Alegre, Cancinos, Sumamao, Coro Pampa y Huachana. Cada paraje cuenta con un establecimiento educativo donde funcionan una escuela primaria y un jardín de infantes
El templo católico es un edificio histórico, mientras que en el cementerio, se observa un sepulcro de 1885.
Es conocida la fiesta de veneración a San Esteban en la localidad que se celebra los días 25 y 26 de diciembre, y se extiende por una semana más pasando por parajes cercanos hasta regresar a su lugar de descanso en la localidad de maco hasta el siguiente año. Su comisión municipal se formó en 2005 y en el 2013 se elige el primer comisionado municipal por el voto popular siendo Gustavo Ferreyra quien estuvo por 4 años y siendo elegido en octubre del 2017 Jorge Ávalos Miana quien se desempeñaba como médico de la localidad ejerciendo su función hasta el día de la fecha , y en 2012 se terminó de construir un acueducto y una planta potabilizadora en la localidad de campo Alegre a 7 kilómetros de Sumamao El paraje formaba parte del antiguo Camino Real de Buenos Aires al Alto Perú, y en 1690 los jesuitas erigieron un templo que hoy persiste, siendo una de las reducciones aborígenes más antiguas de la provincia.
Es un punto muy buscado para la pesca del dorado.

## Población
Cuenta con 244 habitantes (Indec, 2010), lo que representa un incremento del 209% frente a los 79 habitantes (Indec, 2001) del censo anterior.
| Gráfica de evolución demográfica de Sumamao entre 1991 y 2010 |
|                                                               |
| Fuente: Censos nacionales del INDEC                           |